# Heliopolis (Cairo)
Heliopolis è un quartiere del Cairo, da non confondere con l'antica città di Eliopoli, le cui rovine sono anch'esse parte della capitale (sobborgo del Grande Cairo di Al-Matariyya).

## Descrizione
Heliopolis (in Arabo: مصر الجديدة) è un quartiere che sorge nella zona est della capitale dell'Egitto, Il Cairo o, più precisamente dell'area metropolitana chiamata Grande Cairo. Il quartiere era originariamente un sobborgo a circa 10 km dal centro del Cairo ma con l'espandersi della città è stato da essa inglobato. Heliopolis ha una popolazione stimata di circa 143 000 persone (2016).

## Storia
Il quartiere di Heliopolis è stato costruito a partire dal 1905 da una compagnia di proprietà dell'imprenditore ed egittologo belga Edouard Louis Joseph Empain. Il quartiere fu disegnato con ampi viali alberati ed una certa disponibilità di abitazioni di pregio, incluse ville con ampi giardini. Sin dalla sua costruzione Heliopolis è stata abitata prevalentemente da famiglie aristocratiche e borghesi egiziane, oltre ad alcuni cittadini Europei.
Nel 1949 ha ospitato il Campionato europeo maschile di pallacanestro, su un parquet allestito direttamente sulla sabbia.

## Siti di importanza
Heliopolis è sede della residenza del Presidente della Repubblica Egiziana (El Qobba Palace), nonché dell'aeroporto internazionale del Cairo. Uno dei monumenti più noti di Heliopolis è la villa che Edouard Louis Joseph Empain fece costruire per sé a la sua famiglia (vedi foto); la villa è oggi visitabile. Heliopolis ha una certa importanza strategica essendo anche sede del quartiere generale dell'esercito egiziano nonché di quello della aviazione nazionale.
A partire dal 1886, Heliopolis è stata la sede del Vicariato apostolico Vaticano, fino al suo congiungimento con il vicariato di Alessandria. La basilica cattolica a Al-Ahram street è tra le strutture più note del quartiere.